# Barraca F-10
La barraca F-10 o barraca Cb-34, és una barraca de vinya situada al municipi de Subirats (Alt Penedès), en una parcel·la del carrer Sant Esteve del nucli d'Ordal.
És una construcció aixecada en pedra seca situada enmig d'una parcel·la urbanitzada sobre superfície plana, de planta circular i forma troncocònica, de 1,00 m de diàmetre interior i una alçada màxima de 1,95 m. Destaquen les mides excepcionalment petites per aquest tipus de construcció. La construcció és de la tipologia de sostre de falsa volta, típic en aquestes edificacions (acostament de filades de pedra seca, sense cap mena de material d'unió, i amb una gran llosa per tapar el sostre). La llinda de la porta és plana. El portal està orientat al nord, té una alçada de 105 cm i una amplada de 40 cm. La barraca encara té al sostre exterior els lliris (planta habitualment utilitzada perquè les seves arrels subjectin la terra que cobreix la volta exteriorment).
Els codis utilitzats en la denominació d'aquesta barraca procedeixen de dos estudis diferents que han intentat sistematitzar la informació sobre aquests elements arquitectònics al terme de Subirats. El primer codi (lletra + número) procedeix d'un estudi realitzat per Araceli Soler i Jaume Rovira. El segon codi (dues lletres + número) correspon a l'estudi realitzat per Crestabocs, Grup de Muntanya d'Ordal.